# Чайковская, Мария Константиновна
Мари́я Константи́новна Чайко́вская (род. 3 апреля 1945 года во Львове) — украинско-российская виолончелистка и музыкальный педагог, профессор и заведующая кафедрой виолончели и контрабаса Московской консерватории, доцент Киевской консерватории, Народная артистка Российской Федерации (2006), Заслуженная артистка Украинской ССР (1969).

## Биография
Мария Чайковская родилась в музыкальной семье во Львове. Она начала заниматься музыкой во Львовской музыкальной школе им. С.Крушельницкой в классе известного педагога Е. Э. Шпицера. В 1968 году Чайковская окончила Московскую консерваторию, а в 1971 — ассистентуру-стажировку по классу М. Л. Ростроповича. Во время учёбы она стала лауреатом Всесоюзного конкурса в Москве и Международного конкурса в Будапеште, а также получила диплом Международного конкурса им. П. И. Чайковского.
С 1968 по 1979 год Мария Чайковская преподавала в Киевской консерватории. В 1979 она стала доцентом, а затем в 1992 — профессором Московской консерватории. С 2002 она заведует кафедрой виолончели и контрабаса. Среди учеников Чайковской несколько лауреатов международных конкурсов. Она регулярно проводит концерты и мастер-классы в различных странах мира и входит в состав жюри многочисленных международных конкурсов. В 2006 году Марии Чайковской было присвоено звание Народная артистка Российской Федерации.

## Награды и звания
- Дипломант Международного конкурса им. П. И. Чайковского (Москва, 1966)
- Лауреат II премии Всесоюзного конкурса (Москва, 1966)
- Лауреат I премии Международного конкурса виолончелистов им. П. Казальса (Будапешт, 1968)
- Заслуженная артистка Украинской ССР (1969)
- Заслуженная артистка Российской Федерации (13 сентября 1994) — за заслуги в области музыкального искусства
- Народная артистка Российской Федерации (2006)